# Camponotus fiebrigi
Camponotus fiebrigi är en myrart som beskrevs av Auguste-Henri Forel 1906. Camponotus fiebrigi ingår i släktet hästmyror, och familjen myror. Inga underarter finns listade.

## Bildgalleri

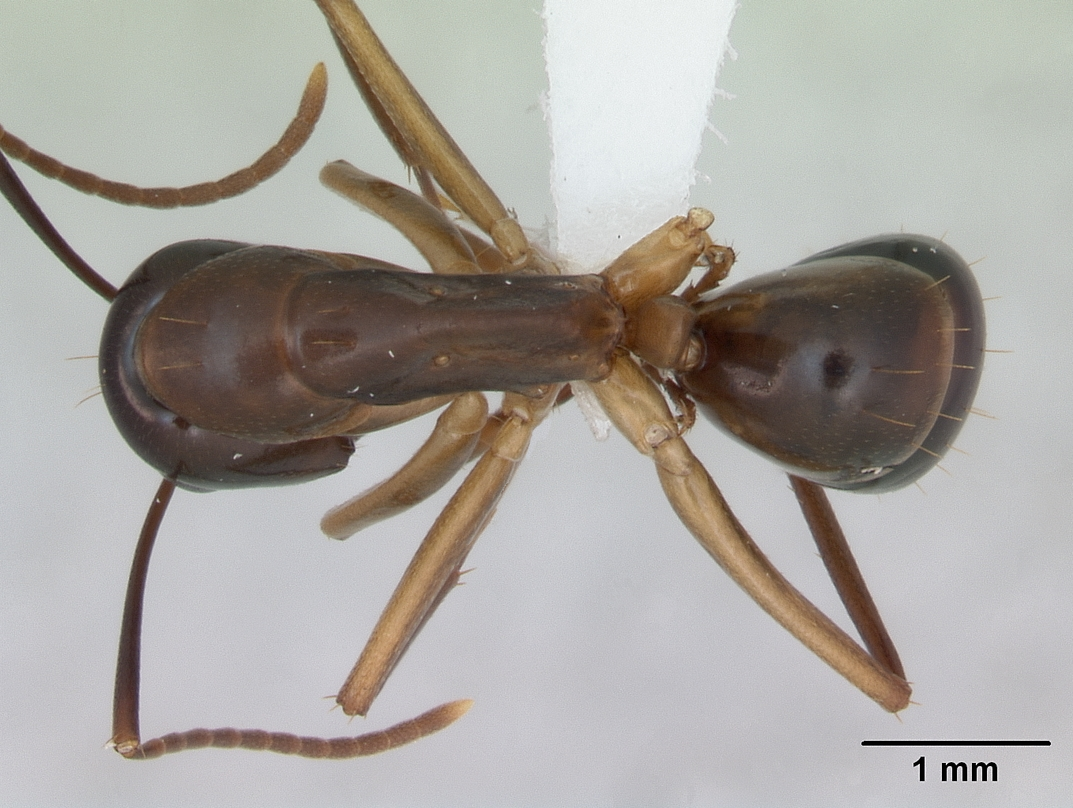
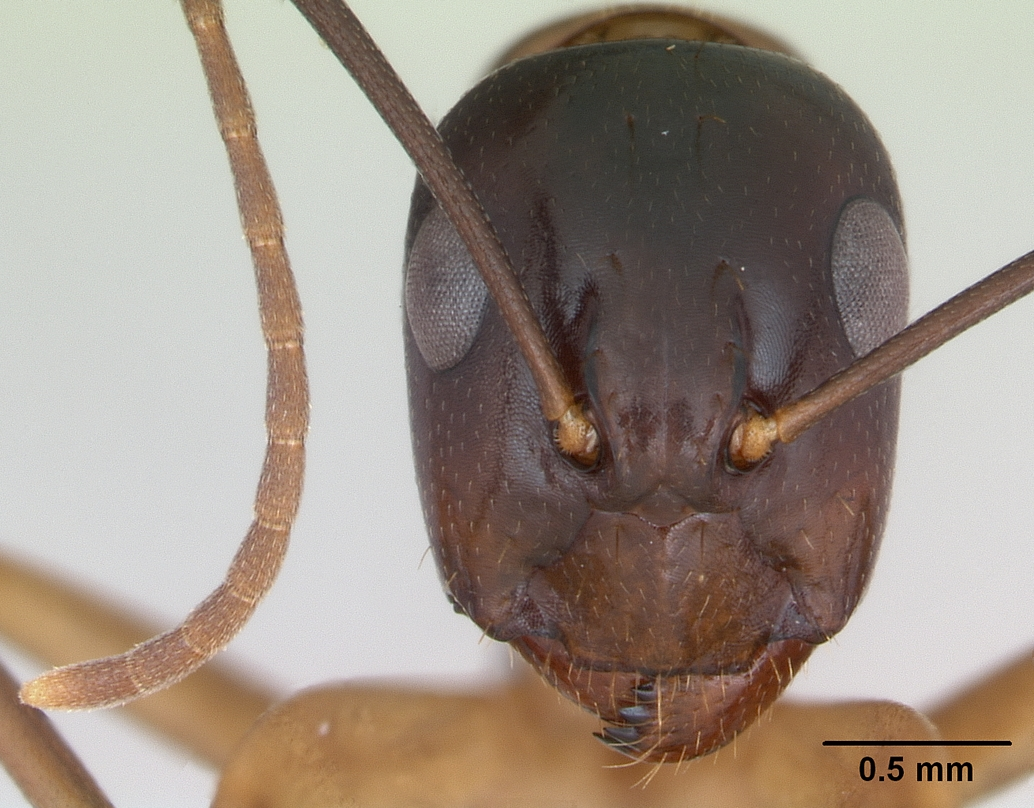
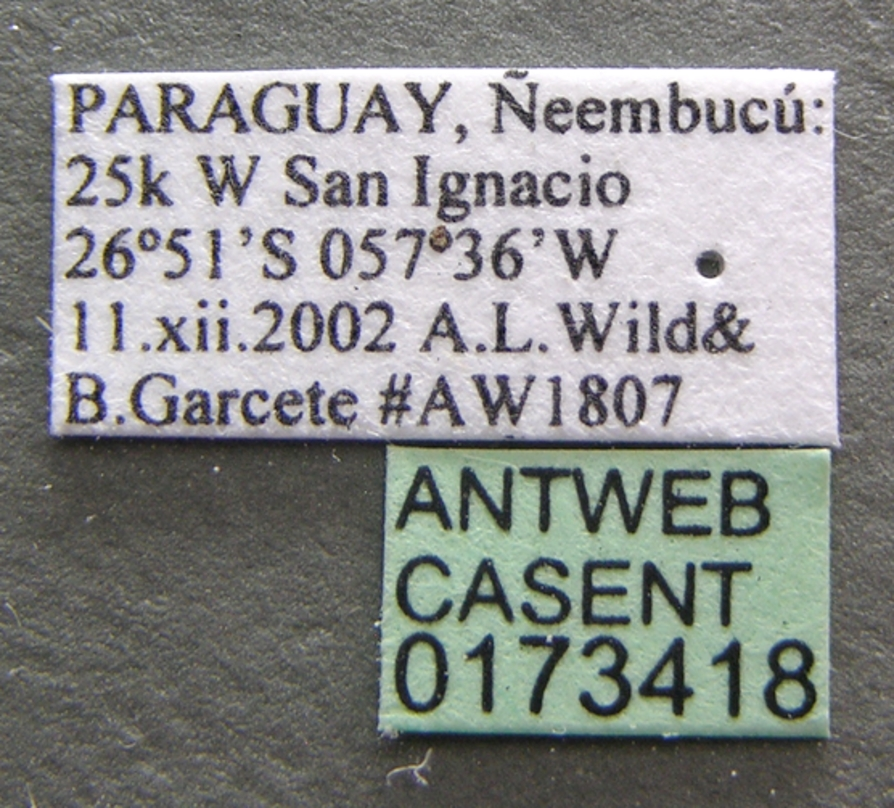
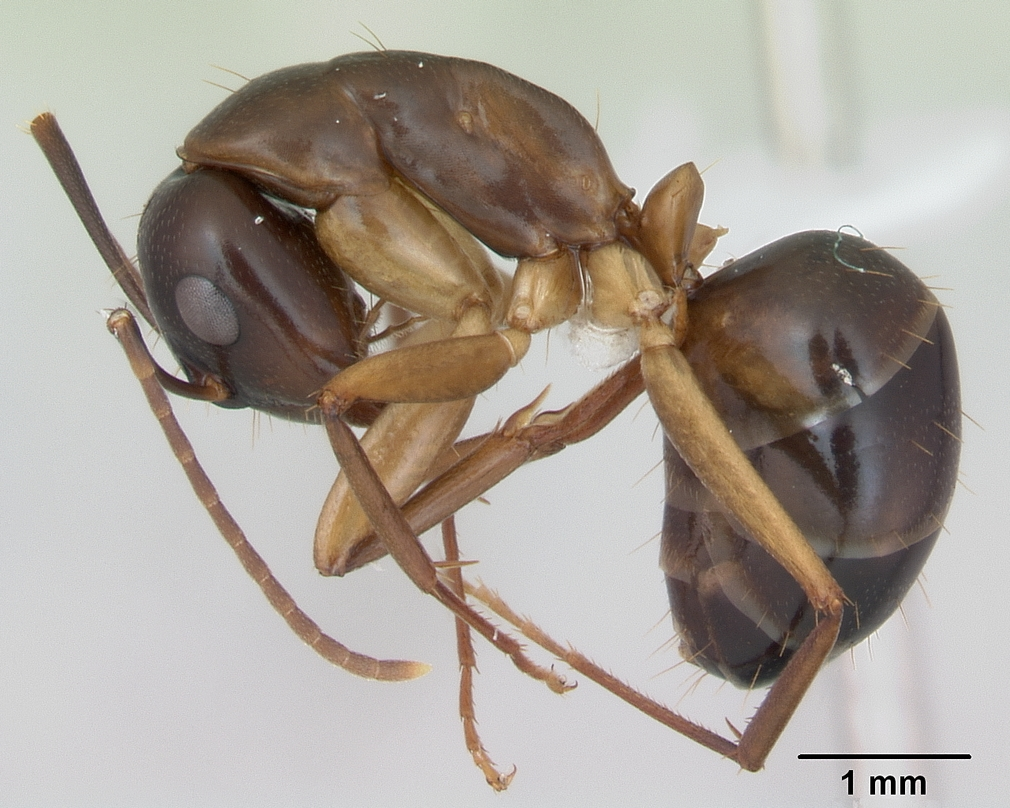